# 桂城街道 (肇庆市)
桂城街道，是中华人民共和国广东省肇庆市鼎湖区下辖的一个乡镇级行政单位。

## 行政区划
桂城街道下辖以下地区：
第一社区、水坑一社区、水坑二社区、山田社区和龙一社区。